# Хименес Самора, Хесус
Хесус Мария Сирьяко Хименес Самора (исп. Jesús María Ciriaco Jiménez Zamora; 18 июня 1823, Картаго — 12 февраля 1897, Сан-Хосе) — дважды президент Коста-Рики в 1863—1866 и 1868—1870 годах.

## Биография
Хименес был сыном Рамона Хименеса Робредо и Хоакина Саморы Коронадо, сестры уважаемого юриста Хосе Марии Саморы Коронадо.
25 января 1850 года Хименес женился в Картаго на Эсмеральде Ореамуно Гутьеррес, дочери Франсиско Марии Ореамуно Бонильи, главы государства с 1844 по 1846 год. В браке родились: Мария Хулия (умерла незамужней), Мануэль Хименес Ореамуно (1854—1916), канцлер Коста-Рики в 1889 году, Мария Адела, Рикардо Хименес Ореамуно, будущий президент Коста-Рики, Селина, Альберто и Альфредо.
Хименес окончил медицинский факультет Университета Сан-Карлос в Гватемале. С 1852 по 1855 годы он был депутатом от Картаго, губернатором Картаго в 1856 году и снова депутатом с 1858 по 1859 год.
В 1859 году, когда президентом стал Хосе Мария Монтеалегре, Хименес был членом Учредительного собрания и министром иностранных дел. Он ушёл в отставку в 1860 году и был членом Палаты представителей с 1862 по 1863 год.

### Президентство
На апрельских выборах 1863 года Хименес был избран президентом на период 1863—1866 годов. Вскоре после избрания он выступил против Конгресса, который был распущен указом президента. Однако вскоре после избрания нового Конгресса спокойствие в стране было восстановлено.
В 1865 году в Боготе Хосе Мария Кастро (будущий президент) от имени Коста-Рики подписал договор Кастро-Валенсуэлы с целью разграничения границ страны с Колумбией.
В мае 1868 года Хименес был избран первым заместителем президента Кастро. Военный переворот 1 ноября того же года сверг Кастро и вернул Хименеса к власти в качестве временного президента. Во время его второго правления влияние военных было подорвано, а президент в союзе с Учредительным собранием издал Конституцию 1869 года. Начальное образование было объявлено бесплатным, обязательным и финансируемым государством.
На выборах в апреле 1869 года Хименес был избран президентом на период 1869—1872 годов. Его администрация не смогла консолидировать общество и с самого начала прибегла к репрессиям, цензуре прессы и изгнанию некоторых оппозиционеров.

### Падение и изгнание
27 апреля 1870 года военный переворот во главе с Томасом Гуардией Гутьерресом сверг Хименеса и провозгласил Бруно Каррансу временным главой республики. Хименес удалился в Картаго, но из-за опасений о судебном преследовании решил покинуть страну и уехал в Панаму. Однако несколько месяцев спустя правительство Гуардии объявило амнистию и разрешило Хименесу вернуться в Коста-Рику. Вскоре он овдовел и больше не занимался политикой.